# Ronneby

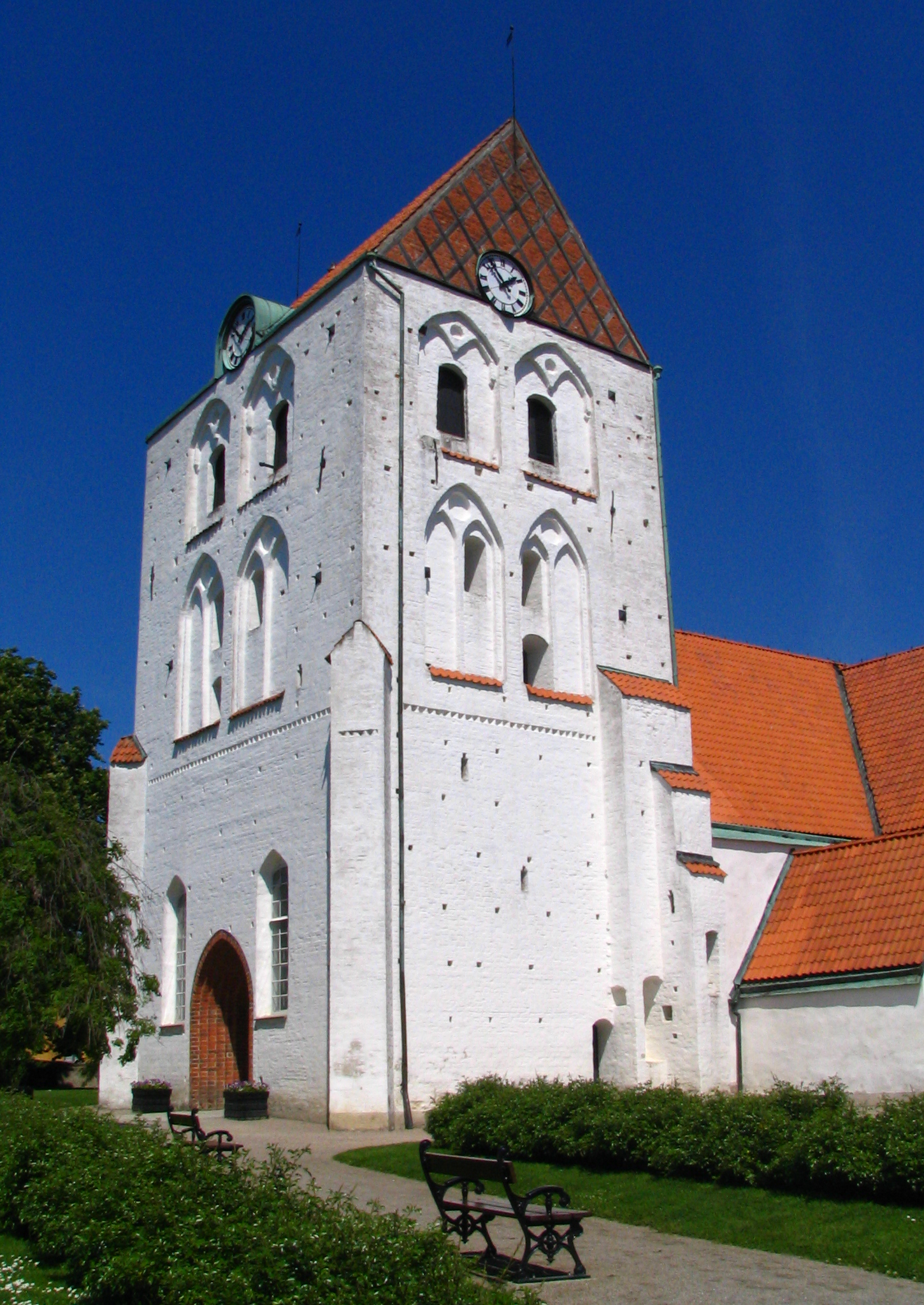
Kościół Świętego Krzyża w Ronneby

Ronneby – miejscowość (tätort) w południowej Szwecji, w regionie administracyjnym (län) Blekinge, siedziba gminy Ronneby.
Według danych Szwedzkiego Urzędu Statystycznego liczba ludności wyniosła: 12 612 (31 grudnia 2015), 13 082 (31 grudnia 2018) i 13 000 (31 grudnia 2019).
Ronneby jest uważane za „ogród Szwecji”, a miejski park „Brunnsparken” w 2005 został wybrany najpiękniejszym parkiem Szwecji. Miasto słynie ponadto z XII-wiecznego kościoła.

## Historia
Prawa miejskie miejscowość po raz pierwszy otrzymała w 1387 jako część terytorium królestwa Danii. W 1564, w czasie wojny siedmioletniej wojska szwedzkie zdobyły Ronneby i wymordowały około 3000 mieszkańców – incydent ten znany jest jako Krwawa Łaźnia Ronneby. Miasto odzyskało znaczenie na początku XIX wieku dzięki rozwojowi przemysłu i odkryciu źródeł leczniczych, dzięki którym powstało uzdrowisko.

## Galeria

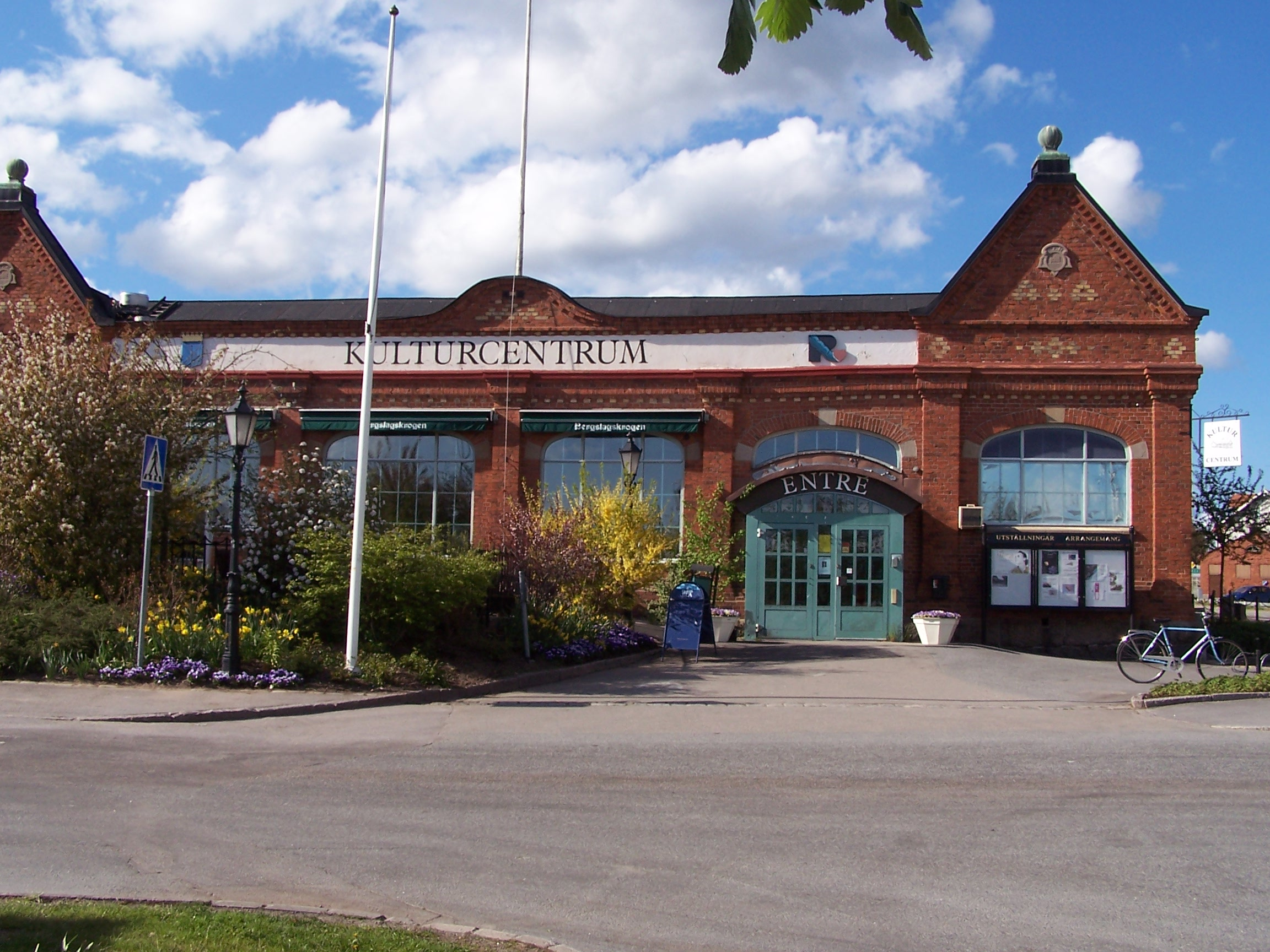
Budynek Centrum Kultury w Ronneby
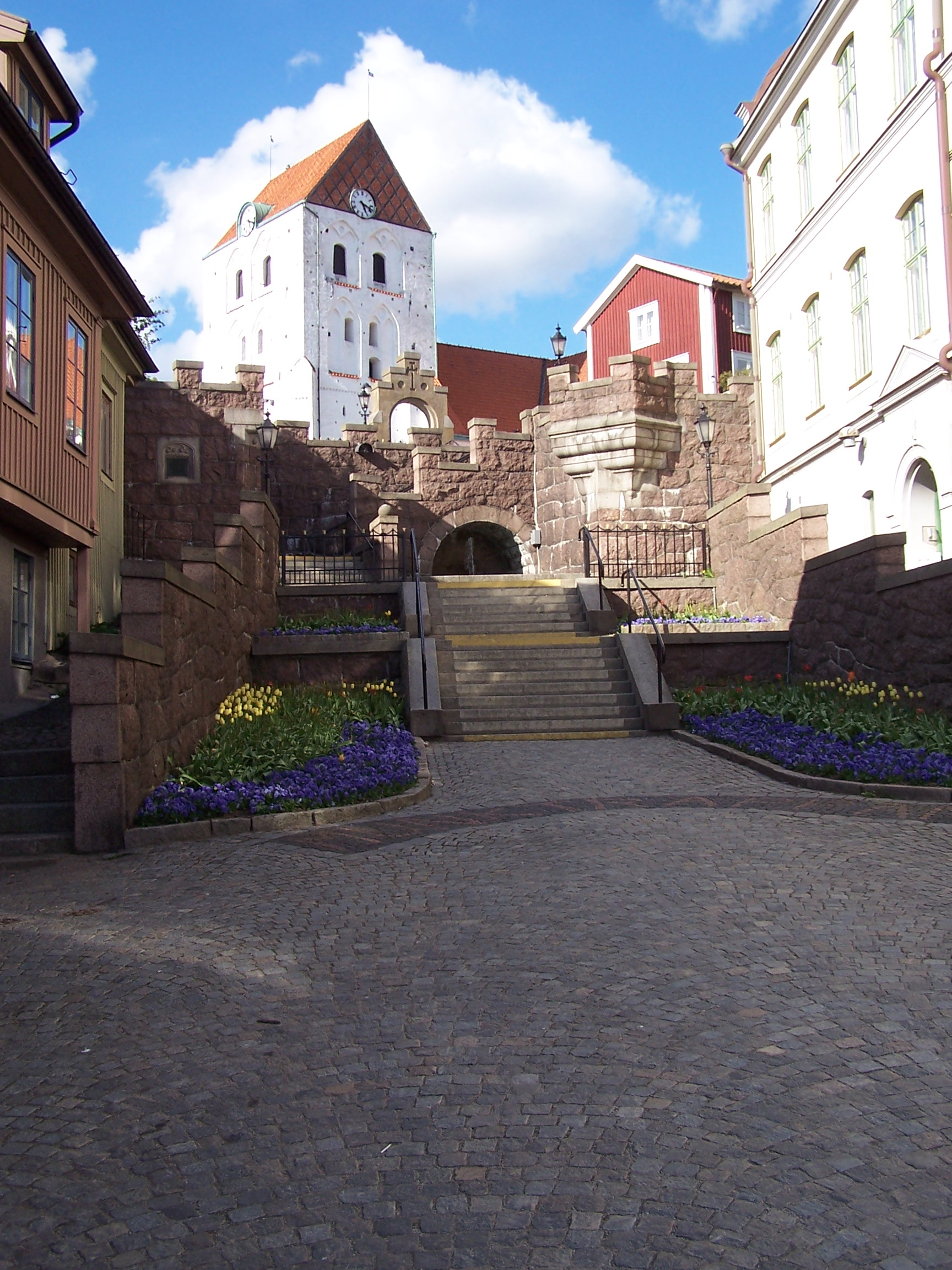
Widok z rynku na kościół św. Krzyża
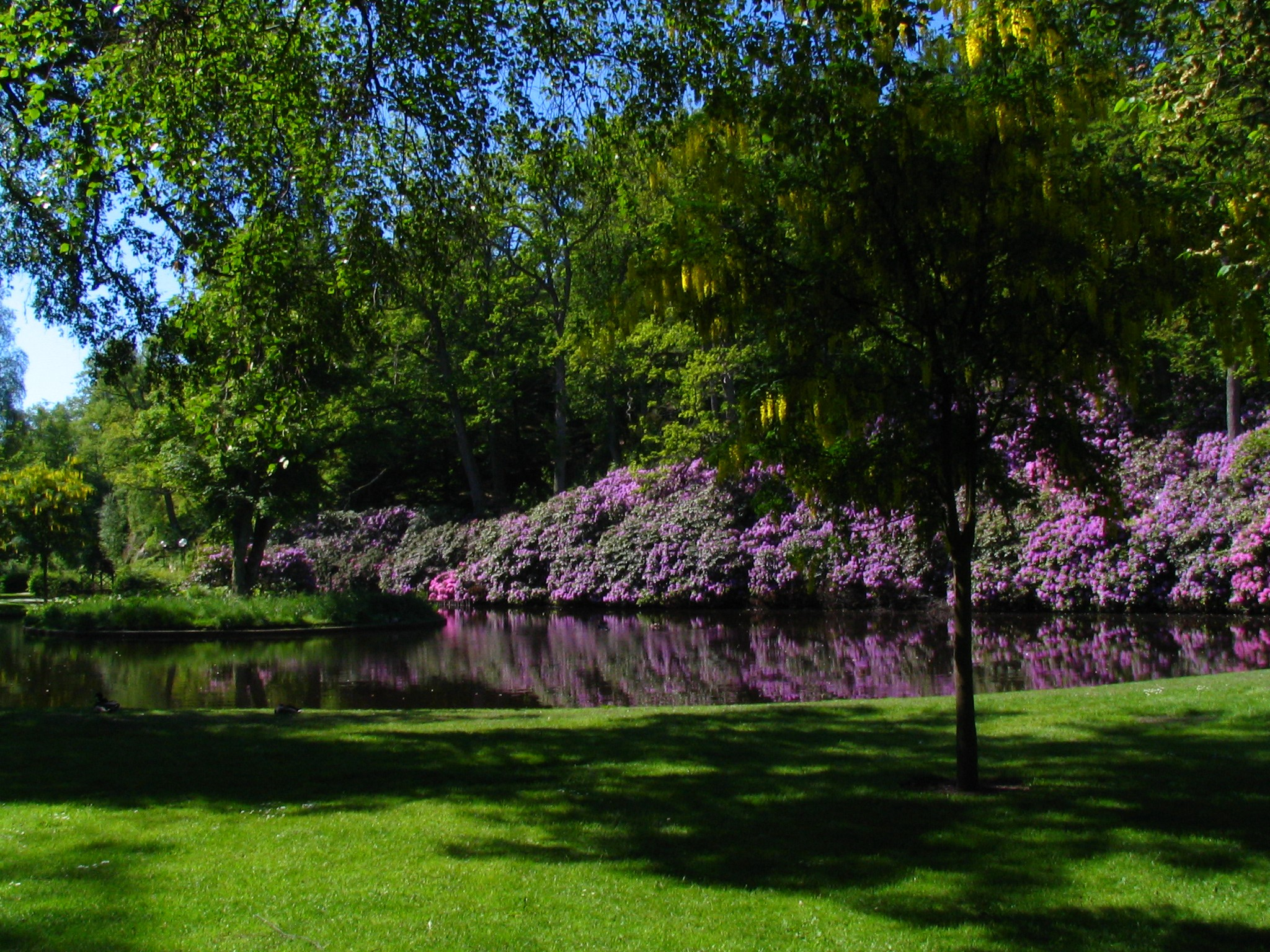
Park zdrojowy (Brunnspark)